# استاسیا ناپیرکوفسکا
استاسیا ناپیرکوفسکا (انگلیسی: Stacia Napierkowska؛ ۱۶ سپتامبر ۱۸۹۱ – ۱۱ مهٔ ۱۹۴۵) رقصنده باله، بازیگر تئاتر و بازیگر سینما زن لهستانی‌تبار اهل فرانسه بود.
از فیلم‌ها یا برنامه‌های تلویزیونی که وی در آن نقش داشته‌است می‌توان به گوژپشت نتردام اشاره کرد.